# Allgäu (navire)
L’Allgäu est un ancien navire de croisière allemand sur le lac de Constance.

## Histoire
L’Allgäu est construit comme un navire à deux ponts avec un entraînement à deux hélices. L’Allgäu est perçu comme difficile à manœuvrer et est donc principalement utilisé pour des voyages spéciaux. En 1935, il est transformé en navire à trois ponts, augmentant la capacité à 1 500 passagers. Son déplacement total de 480 tonnes augmente jusqu'à atteindre une valeur qui n'est dépassée sur le lac de Constance qu'en 2008 par le Sonnenkönigin (de), qui est presque deux fois plus lourd. L’Allgäu devient le navire amiral de la flotte du Kraft durch Freude sur le lac de Constance avant la Seconde Guerre mondiale. Sa taille et son design inhabituel sur le lac de Constance avec sa poupe de croiseur et sa superstructure massive et confortable rappellent un paquebot à échelle réduite.
L’Allgäu ne sert pas pendant la Seconde Guerre mondiale. La principale raison de l'arrêt des voyages spéciaux et d'une réduction radicale du trafic régulier est le manque de carburant. Lorsque les forces alliées approchent du lac de Constance en avril 1945, les dirigeants nazis ordonnent de saborder tous les navires à Lindau et à Bregenz. Après des négociations secrètes entre les dirigeants de la Deutsche Reichsbahn et l'inspection maritime de Romanshorn, les navires concernés, dont l’Allgäu, sont transférés en Suisse le 26 avril 1945. Le 17 mai, le navire est remis aux forces d'occupation françaises et renvoyé à Lindau, où il sert de logement aux troupes françaises.
Après sa restitution en 1949, l’Allgäu est entièrement rénové et réutilisé pour le trafic de passagers, initialement principalement pour des voyages spéciaux. En 1954, il est converti à la propulsion Voith-Schneider, ce qui améliore considérablement la maniabilité du navire. Depuis lors, l’Allgäu est également utilisé dans le trafic régulier. Après des travaux de rénovation de la structure en 1973, la capacité du navire est réduite à 1 200 passagers, puis à 1 105 en 1981. Le démantèlement de la cheminée non fonctionnelle en 1972 est controversé. Ce n'est qu'en 1981 qu'une fausse cheminée redonne au navire son apparence  originelle.
Fin 1999, l'autorisation d'exploitation de l’Allgäu expire. L'exploitant ne procède pas aux modernisations nécessaires pour prolonger l'autorisation d'exploitation pour des raisons de coût. L’Allgäu fait sa dernière mission en 1999 lors du défilé de la flotte à l'occasion du 175e anniversaire de la navigation sur le lac de Constance. Après un an au port d'attache de Lindau, le navire est transféré à Friedrichshafen et, fin septembre 2001, à Fußach. L’Allgäu, âgé de 72 ans, y est démoli jusqu'au printemps 2002. La proue est sauvée de la ferraille par Reiner Fügen, constructeur de maquettes de bateaux, et placée dans son jardin de devant dans un quartier de Lindau. L'arrière est visible depuis 2011 dans les locaux de Stadtwerke Konstanz à Staad.